# 帕维尔·霍达谢维奇
帕维尔·弗拉基米罗维奇·霍达谢维奇（1993年7月16日—），白俄罗斯男子举重运动员，2018年世界举重锦标赛男子89公斤级银牌得主、2024年欧洲举重锦标赛男子96公斤级铜牌得主。